# Muesebeckisia mandibularis
Muesebeckisia mandibularis är en stekelart som beskrevs av Karl-Johan Hedqvist 1969. Muesebeckisia mandibularis ingår i släktet Muesebeckisia och familjen puppglanssteklar. Inga underarter finns listade i Catalogue of Life.